# 神戸新交通六甲アイランド線
六甲アイランド線（ろっこうアイランドせん）は、住吉駅から六甲アイランドのマリンパーク駅に至る神戸新交通の自動案内軌条式旅客輸送システム (AGT) 路線である。全線が兵庫県神戸市東灘区内を走行する。愛称は六甲ライナー（ろっこうライナー、英: Rokko Liner）。
駅番号を構成する路線記号は R 。

## 概要
神戸港沖に建設された人工島「六甲アイランド」と住吉駅を結ぶ交通機関として建設され、1990年2月21日に開業した。全線が複線で、終点のマリンパーク駅の奥に検査場がある。
本路線は、六甲アイランドに乗り入れる交通機関で唯一PiTaPaやICOCAなどの交通系ICカードが使用できる。

### 路線データ
- 路線距離（営業キロ）：4.5km
- 案内軌条：側方案内式
- 軌間：1,700mm[注釈 1]
- 駅数：6駅（起終点駅含む）
- 複線区間：全線
- 電気方式：三相交流600V・60Hz
- 最高速度：62.5km/h[3]
- 車両基地：六甲島検車場

路線は以下のように軌道法に基づく軌道区間と鉄道事業法に基づく鉄道区間（第一種鉄道事業）とで構成されている。これは、その下を走る道が道路法に基づく道路であるか、それ以外の道（主として港湾法に基づく港湾道路）であるかの違いによるものである。南魚崎 - アイランド北口間では、六甲大橋で神戸港を渡るためである。AGTには、他にも軌道区間と鉄道区間が混在している路線がある。
- 住吉 - 南魚崎 (2.0 km) - 軌道法
- 南魚崎 - アイランド北口 (1.5 km) - 鉄道事業法
- アイランド北口 - マリンパーク (1.0 km) - 軌道法

建設費用は事業者施工分で166億円、公共事業費等が222億円、総計388億円（1 kmあたり86億円）である。

## 運行形態
日中時間帯は1時間あたり10本（6分間隔）が運行されている。朝夕は本数が多くなり、2 - 4分間隔で運行されている。土曜・休日は終日6分間隔である。

## 車両
車体側面には車両番号が付けられており、車両番号の付与方法は、千の位で型式を、百の位で号車番号を、十ならびに一の位で編成番号を示す。
全列車が4両編成であるが、ホームは全駅とも6両編成分あり、列車が停止しない部分にホームドアはなくガラスがはめられている。

### 運用中の車両
- 1000型
  - 1990年の開業にあわせて導入された車両。全11編成44両保有する。2018年以降に後述の新型車両3000形に置き換えられ、順次廃車となる予定。
- 3000形
  - 2018年8月31日より運行開始。2023年までに1000型をすべて置き換える計画。川崎重工業にて製造される[4][5][6]。デザインは、フェラーリ・エンツォフェラーリやE6系新幹線などを手掛けた奥山清行が全体監修を行った[7]。

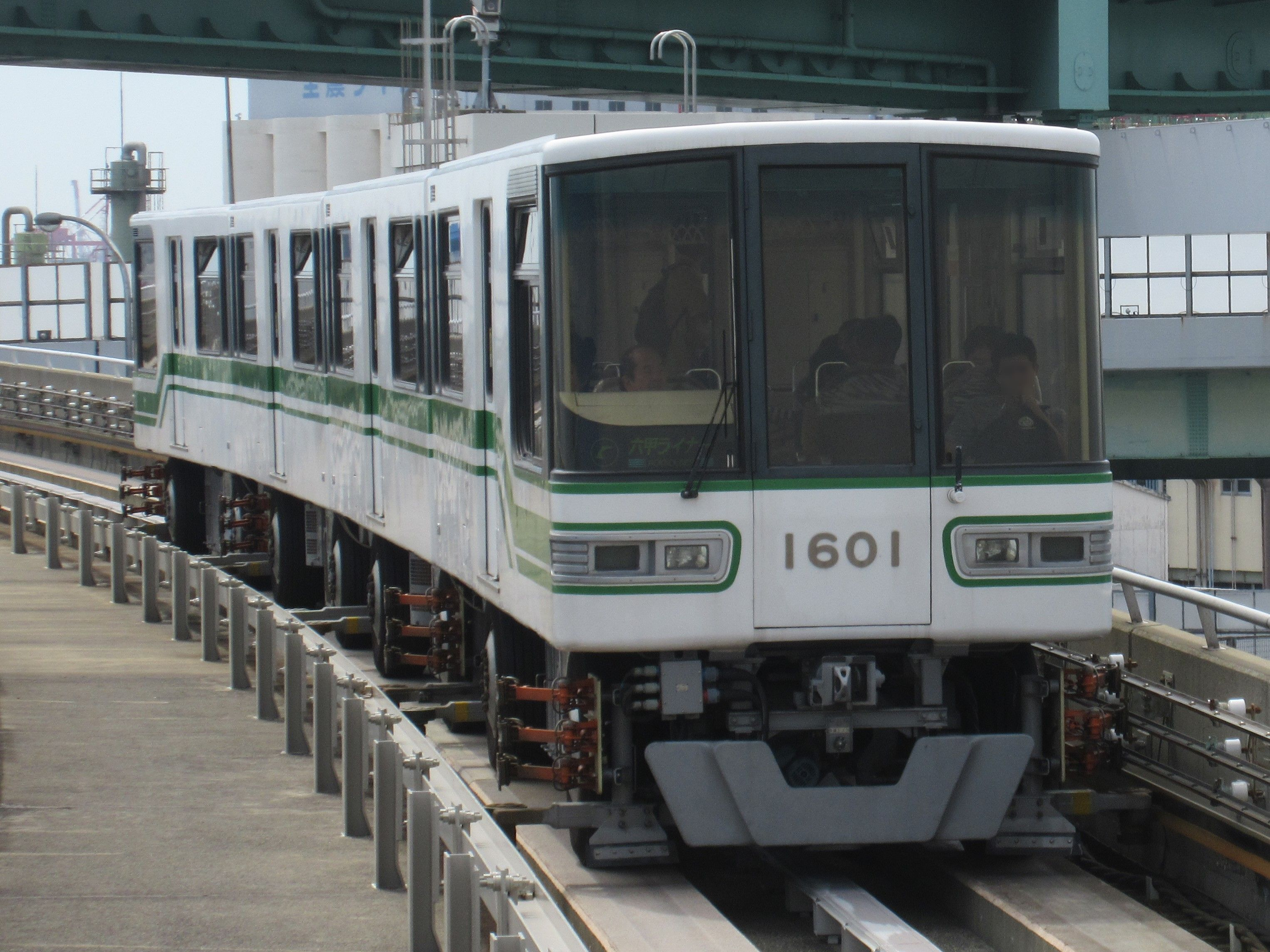
1000型電車
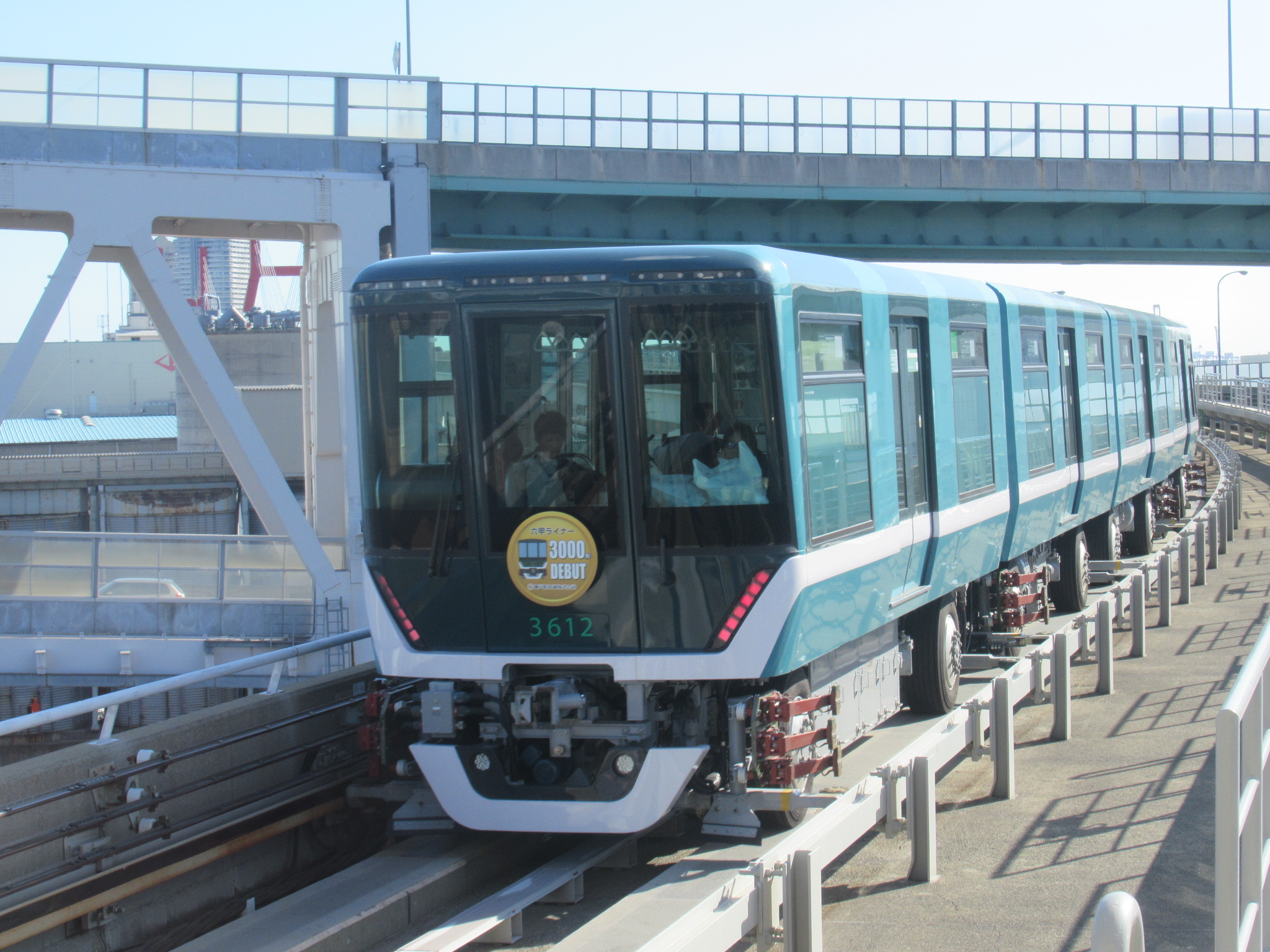
3000形電車

## 歴史
- 1986年（昭和61年）
  - 4月25日：神戸新交通に対し住吉 - 南魚崎間・アイランド北口 - マリンパーク間の軌道特許、南魚崎 - アイランド北口間の鉄道敷設免許[8]。
  - 8月25日：工事施工認可[2]。
  - 9月2日：建設工事に着手[2]。
- 1990年（平成2年）2月21日：住吉 - マリンパーク間が開業[1][8]。
- 1995年（平成7年）　　
  - 1月17日：阪神・淡路大震災により全線不通。
  - 5月12日：アイランド北口 - マリンパーク間が復旧し開通[9]。
  - 7月20日：魚崎 - アイランド北口間が復旧し開通[9]。
  - 8月23日：住吉 - 魚崎間が復旧し全線開通[9]
- 2022年（令和4年）
  - 7月4日：夜、アイランド北口 - 南魚崎間で住吉行きの列車が装置故障により緊急停車[10]。
  - 7月5日：単線運行で運転[10]。　
  - 7月6日：当該車両を撤去し平常通り運転開始[11]。

## 駅一覧
- 全駅兵庫県神戸市東灘区内に所在。

| 駅番号 | 駅名                 | 駅間キロ | 営業キロ | 接続路線                                        | 駅務               |
| ------ | -------------------- | -------- | -------- | ----------------------------------------------- | ------------------ |
| R01    | 住吉駅               | -        | 0.0      | 西日本旅客鉄道： 東海道本線（JR神戸線）(JR-A57) | 終日有人           |
| R02    | 魚崎駅               | 1.2      | 1.2      | 阪神電気鉄道： 本線 (HS 23)                     | 無人（管制室あり） |
| R03    | 南魚崎駅             | 0.8      | 2.0      |                                                 | 無人（管制室あり） |
| R04    | アイランド北口駅     | 1.5      | 3.5      |                                                 | 休日一部時間帯有人 |
| R05    | アイランドセンター駅 | 0.4      | 3.9      |                                                 | 一部時間帯有人     |
| R06    | マリンパーク駅       | 0.6      | 4.5      |                                                 | 無人（管制室あり） |

## 延伸計画
マリンパークから六甲アイランドの南側で埋め立て中の六甲アイランド南まで延伸する計画があり、1989年の運輸政策審議会答申第10号で「今後路線整備について検討すべき方向」として示されている。